# Paweł Helladik
Paweł Helladik – hagiograf bizantyński z VI wieku, autor żywotów świętych biskupów: Teogniosa i Teodozjusza.
Paweł był mnichem, hezychastą w ławrze w Eluza. Jest autorem panegirycznych biografii biskupów i traktatu o rozpuście. Z jego Żywota świętego św. Teogniosa, biskupa z Betelii (zm. 522) i Żywota św. Teodozjusza (zm. 529) korzystał Cyryl ze Scytopolis.